# Gorjuše
Gorjuše (IPA:  [ɡɔˈɾjuːʃɛ]) è un insediamento (naselje) di 151 abitanti, della municipalità di Bohinj nella regione statistica dell'Alta Carniola in Slovenia.